# جيوغراف بريطانيا وأيرلندا

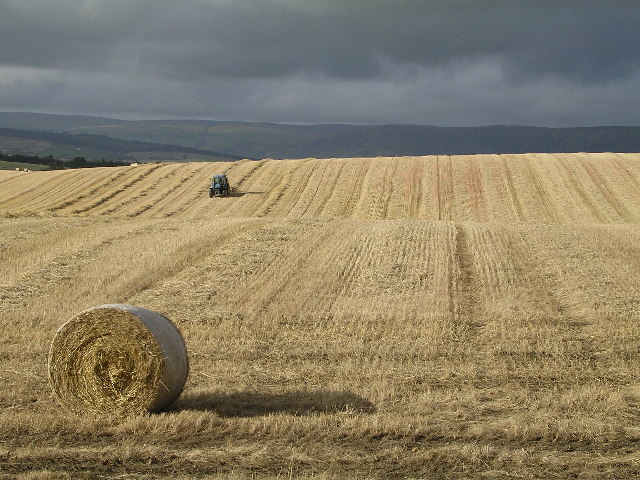

جيوغراف بريطانيا وأيرلندا هو مشروع قائم على الويب، بدأ في مارس 2005، لإنشاء أرشيف للصور الجغرافية لبريطانيا العظمى وأيرلندا مع إمكانية الوصول إليه بحرية. تُختار الصور الفوتوغرافية في مجموعة جيوغراف لتوضيح السمات المهمة أو النموذجية لكل وحدة مربعة تبلغ مساحتها 1 كم × 1 كم (100 هكتار) في الشبكة الوطنية لأوردنانس سيرفي ونظام التربيع الوطني الأيرلندي. هناك 331957 وحدة مربعة في الشبكة تحتوي على الأقل بعضًا من اليابسة (عند انخفاض المد). تستخدم كل صفحة مايكروفورمات جيو.
تُجمع الصور الجغرافية من جميع أجزاء بريطانيا العظمى وأيرلندا. تقع جزر القنال خارج نظام شبكة بريطانيا، ولكن يمكن تصويرها باستخدام شبكة UTM المحلية.
ترعى وكالة أوردنانس سيرفي المشروع، ويستخلص مقتطفات من خرائط أو إس لاند رينجر بمقياس 1:50000 على صفحات مربعات الشبكة.
مشروع جيوغراف المحدود هو مؤسسة خيرية مسجلة في إنجلترا وويلز، والاسم جيوغراف هو علامة مسجّلة.

## المساهمات
يمكن مشاركة الصور بواسطة أي مستخدم مسجَّل، على الرغم من أنه يجب الموافقة عليها من قبل لجنة من المشرفين قبل الظهور على الموقع الإلكتروني. الهدف الرئيسي من الإشراف هو جعل الموقع «حجرة جاهزة» لكي تُرفض الصور غير المناسبة. يُعرف نشاط التقاط الصور للمشروع باسم «جيوغرافينغ». تُرَخّص جميع الصور التي يقدّمها المساهمون باستخدام ترخيص المشاع الإبداعي cc-by-sa 2.0 الذي يسمح بتعديل الصور وإعادة توزيعها في ظل ظروف معينة. يجب أن يكون المشاركون على دراية بأنهم يمنحون كل شخص ترخيصًا لا رجعة فيه لاستخدام صورهم؛ ومن الصعب جدًا إزالة صورة بمجرد ظهورها على الموقع. تبلغ دقة تفاصيل الصور  640×480 بيكسل كحد أدنى مع وجود خيارات بدقة أعلى.
أصبح أرشيف الصور بالكامل مع بيانات وصفية ضمن معايير RDF متاحًا للتنزيل عبر بت تورنت.
كحافز لزيادة التغطية، يُمنح المشاركون نقطة في كل مرة يساهمون فيها بالصورة الأولى -شريطة أن تتوفر فيها الشروط المطلوبة لتكون جيوغراف- لإحدى مربعات الشبكة. ومع ذلك، لا يوجد حدّ لعدد الصور لكل مربع، وبعض المربعات لديها أكثر من 1000 صورة.
يجمع بعض المشاركين بين التصوير الجغرافي والرياضات الأخرى التي تُمارس في الهواء الطلق، مثل: صندوق الرسائل وهواية العثور على المخابئ والوصول إلى مجموعة من الذروات.

## أنواع الصور
تُصنّف الصور الجغرافية بواسطة المشرفين على الموقع على النحو التالي:
- جيوغراف - وهي صورة توضح بشكل مفيد المنطقة التي التُقطت فيها أو تميّزها؛
- مقبولة - صورة تضيف معلومات مفيدة حول مربع ولكن لا تتوفر فيها الشروط المطلوبة لتكون جيوغراف؛ ويشمل ذلك اللقطات المقربة، والأماكن الداخلية، واللقطات الجوية، والصور التي التقطت من خارج مربعات الشبكة، والأشياء المتحركة التي لا يمكن عرضها على الخرائط والصور المظللة؛ في السابق كانت تسمى «تكميلية»، تنقسم الآن إلى فئات فرعية من «اللقطة المقربة» و«الداخلية» و«الجوية» و«الشبكة المتقاطعة» و«الإضافية».
- مرفوضة - صورة لا تلبي شروط مشروع جيوغراف.

هناك تصنيف خاص للصور يُعرف باسم أول جيوغراف - وهي أول صورة تُرفع لمربع معين على الشبكة تلبي الشروط المطلوبة لتكون جيوغراف. في وقت لاحق طُرح نظام جديد من النقاط، يمكن للمساهمين فيه الحصول على النقاط الثانية والثالثة والرابعة. على غرار نظام النقطة الأولى، يكسب المشارك هذه المرة نقطة بناءً على عدد المصورين الآخرين الذين قدموا صورًا جغرافية لذلك المربع. على سبيل المثال، سيمنح المربع الذي يحتوي على صورة جغرافية واحدة بواسطة مساهم واحد النقاط الثانية والثالثة والرابعة. تنطبق نفس الحالة إذا قدم المساهم الأول العديد من الصور الجغرافية في ذلك المربع. التاريخ ذو الصلة هو تاريخ إرسال الصورة، بدلاً من التقاطها.
يكتسب المساهم نقطة تي TPoint (نقطة الفجوة الزمنية) عن طريق إرسال صورة التُقطت بعد أكثر من خمس سنوات على التقاط الصورة الأخيرة لذلك المربع. ويمكن للمساهم أيضًا الحصول على نقطة تي عن طريق إرسال صورة تاريخية لمربع، التُقطت بعد 5 سنوات على الأقل من أي صورة أخرى في المربع ذاته.
يوفر الموقع أيضًا حسابًا لعدد مربعات الشبكة التي صوّرها كل مساهم (نقاط شخصية).
بعض الموضوعات الشائعة للصور الجغرافية تشمل:
- الجغرافيا الطبيعية
- الاستخدام البشري للأرض
- البيئة المبنية
- التفاعل الاجتماعي
- علم طبقات الأرض
- النباتات والحيوانات
- التاريخ المحلي

## إحصاءات
اعتبارًا من 19 يوليو 2017، كان لدى المشروع أكثر من 5 ملايين صورة ساهم بها أكثر من 12500 مشارك، وغطّت أكثر من 97٪ من بريطانيا العظمى وأكثر من 40٪ من أيرلندا. كان هناك ما معدله 19.7 صورة لكل وحدة مربعة من الشبكة.
تشمل الإنجازات البارزة ما يلي:
- 5 يوليو 2016: تقديم الصورة رقم 5 ملايين[9]
- 9 يونيو 2014: تقديم الصورة رقم 4 ملايين[10]
- أغسطس 2012: تغطية 80٪ من بريطانيا العظمى وأيرلندا
- 29 يونيو 2012: تقديم الصورة رقم 3 ملايين[11]
- 14 أغسطس 2010: تقديم الصورة رقم مليون[12]
- 15 أكتوبر 2008: صورة المليون
- 8 أبريل 2008: 750 ألف صورة [13]
- 13 مارس 2008: تغطية ثلثي بريطانيا العظمى وأيرلندا
- 25 يوليو 2007: 500 ألف صورة [14]
- 25 يونيو 2007: تغطية 75٪ من بريطانيا العظمى [15]
- 30 مايو 2007: تغطية 10٪ من أيرلندا
- 5 مارس 2007: تغطية 50٪ من بريطانيا العظمى وأيرلندا [16]
- 3 أكتوبر 2006: 250 ألف صورة
- 17 أغسطس 2006: تغطية 50٪ من بريطانيا العظمى[17]
- 1 مارس 2006: تغطية 25٪ من بريطانيا العظمى وأيرلندا [18]
- 21 ديسمبر 2005: تغطية 25٪ من بريطانيا العظمى

## صورة مسابقة العام
تجري مسابقة أسبوعية في منتديات الأعضاء فقط لاختيار صورة العام (POTY) من ضمن الصور التي التُقطت في ذلك الأسبوع. في كل أسبوع يختار أحد أعضاء لجنة اختيار المتطوعين نحو خمسين من أفضل صور الأسبوع. ثم يختار الفائز في الأسبوع الذي مضى صورتهم المفضلة من بين الخمسين صورة. بعد نهاية العام، يتم التصويت على فائزي الأسبوع لتحديد أفضل صورة لكل شهر والفائز السنوي ككلّ.

### الفائزون السنويون
- 2015 «شروق الشمس في روس باك ساندز» بعدسة إيان كابر[19]
- 2014 «النهاية الشمالية لموكروم لوتش» بعدسة ديفيد بيرد[20]
- 2013 «العاصفة الثلجية في ناينسبرينغز» بعدسة يوجين بيرشال[21]
- 2012 «منحدر على لوينغ» بعدسة والتر باكستر[22]
- 2011 «ممشى الصباح» بعدسة مايك سميث[23]
- 2010 «المرتفعات الشمالية لستوب بان» بعدسة كارل وعلي[24]
- 2009 «ماينرز هيل» بعدسة إيان سلاتر[25]
- 2008 «سور الغزلان على شانك درومفولو» بعدسة جوين وجيمس أندرسون[26]
- 2007 «طاحونة هورسي» بعدسة رودني بيرتون[27]
- 2006 «جزر الطين، ضفة هويل الشرقية» بعدسة بيتر كرين[28]

## الجوائز
حصل موقع جيوغراف على جائزة ياهو (المملكة المتحدة وأيرلندا) ترافل فايند لعام 2006.
ويكيبيدي المملكة المتحدة لعام 2012 - شكر خاص

## مؤتمر جيوغراف

### مؤتمر جيوغراف الأول
في يوم الأربعاء الموافق 17 فبراير 2010، نظّم جيوغراف الجزر البريطانية مؤتمره الأول للمساهمين في المشروع. حضر نحو 80 مشاركًا لمناقشة المشروع في كل من الجلسات العامة وجلسات الاستراحة. استضاف هذا الحدث راعي جيوغراف، وكالة أوردنانس سيرفي. انعقد المؤتمر في المكتب الرئيسي لوكالة أوردنانس سيرفي في رومزي بالقرب من ساوثهامبتون وأشارت إليه وسائل الإعلام المرتبطة بالجغرافيا.

### مؤتمر جيوغراف الثاني
في يوم الأربعاء 4 أبريل 2012، انعقد مؤتمر ثان في «ذا سيركل» في شيفيلد. جرى فيه تقييم للمكان الذي كان فيه المشروع في ذلك الوقت، إذ اقترب من تلقّيه 3 ملايين طلب؛ وطرح الحلول المحتملة التي يمكن أن تؤمّن مستقبله المالي في السنوات المقبلة.

### مؤتمر جيوغراف الثالث
انعقد المؤتمر الثالث في مكان انعقاد مؤتمر أدنبرة للتدريب يوم السبت 8 يونيو 2013. وشملت الموضوعات التي نوقشت تمويل المشروع والاستخدام التعليمي للصور وإجراءات الإشراف المطبَّقة على طلبات المساهمين.

### مؤتمر جيوغراف الرابع
بالنسبة للمؤتمر الرابع، عاد مكان الانعقاد إلى ساوثهامبتون ومبنى أوردنانس سيرفي الجديد في منتزه أداناك في يوم الجمعة 27 يونيو 2014. شملت الموضوعات التي نوقشت جودة الصور الفوتوغرافية والعناوين المقدمة، وإنتاج مواصفات جيدة النوعية، والدراسات المحلية، فضلاً عن تمويل المشروع، والاستخدام التعليمي للصور وإجراءات الإشراف المطبقة على عروض المساهمين كما في عام 2013.

### مؤتمر جيوغراف الخامس
في المؤتمر الخامس، اجتمع أعضاء جيوغراف في بيتربرة. في فترة ما بعد الظهيرة من يوم الجمعة، زار الحاضرون أحد مصانع القرميد خارج المدينة. انعقد المؤتمر ذاته في متحف بيتربرة: شمل ذلك حديثًا عن عالم الجيولوجيا ويليام سميث. واختُتمت أعمال المؤتمر بالتجوّل في مركز المدينة والمجاري المائية المحلية.